# 白庙乡 (崆峒区)
白庙乡，是中国甘肃省平凉市崆峒区下辖的一个乡镇级行政单位。

## 行政区划
白庙乡共辖以下地区：
小秦村、栾原村、柴寺东村、贾洼村、白庙村、小陈村、文邓村、罗湾村、双庙村。